# 7,5-cm-Gebirgskanone Ord 1877

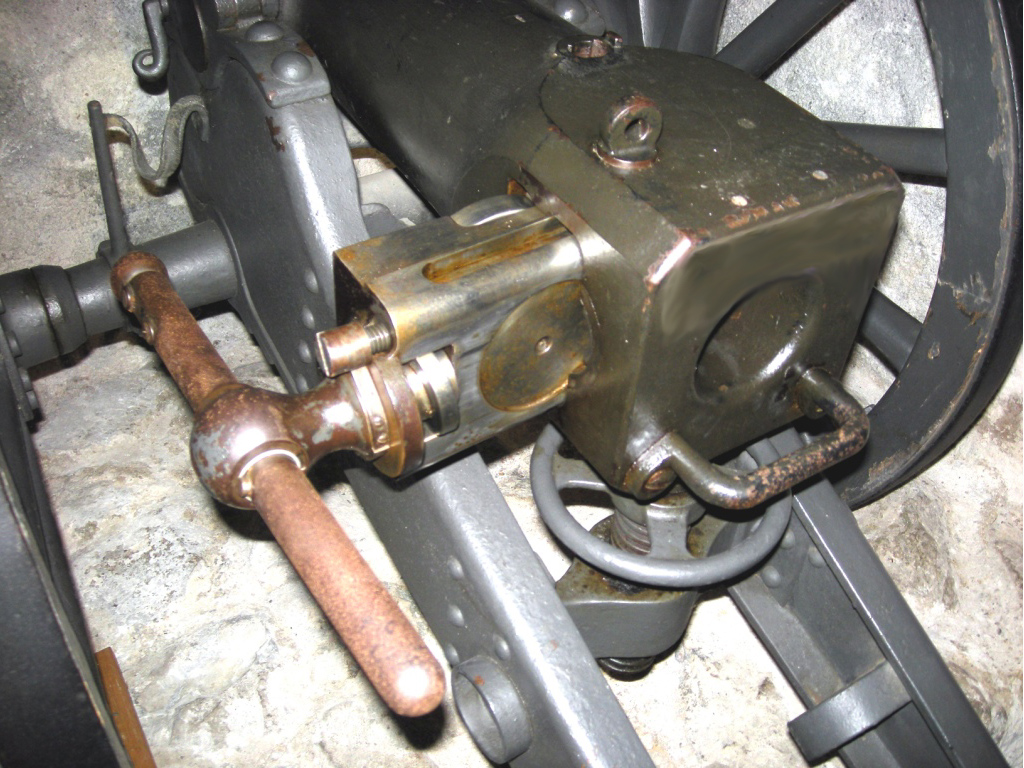
Geb Kan Ord 1877, Zweiteiliger Querkeilverschluss

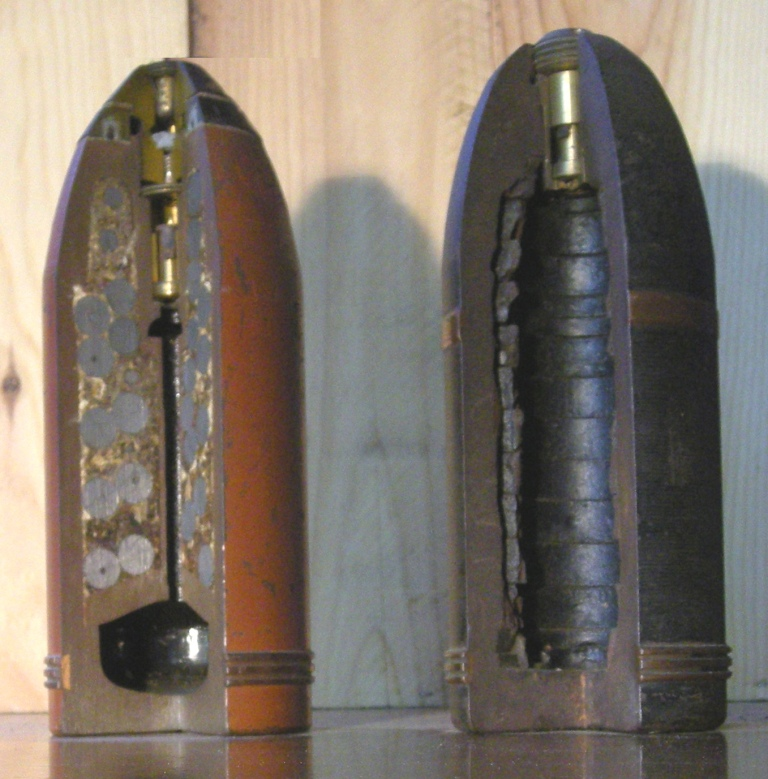
75 mm Schrapnell und Ringgranate zur Geb Kan Ord 1877

Die 7,5-cm-Gebirgskanone Ord 1877 löste die veraltete Vorderlader-Gebirgskanone Ord 1864 ab. Der von der Krupp-Gussstahlfabrik in Essen hergestellte Hinterlader war die letzte in der Schweizer Armee verwendete Gebirgskanone ohne Rohrrücklauf. Abgelöst wurde sie von der auch von Krupp gefertigten 7,5-cm-Gebirgskanone Ord 1906.

## Das Geschütz
Die 7,5-cm-Gebirgskanone Ord 1877 wiegt im Einsatz 256 kg. Geschützrohr und Verschlussgehäuse sind einteilig und aus massivem Stahl gefertigt. Die Liderung des horizontal eingesetzten Flachkeilverschlusses erfolgt durch einen Broadwellring. Rohr und Verschluss wiegen zusammen 105 kg. Die Abgabe des Schusses wird durch ein ins Rohr eingesetztes Reibschlagröhrchen ausgelöst, indem der neben dem Rad stehende Schütze dieses durch Reissen an der Leine zündet. Gesamtlänge des Rohres 963 cm, Bohrung 11,3 Kaliber resp. 84,5 cm. Der gezogene Teil misst 69,4 cm, hat 24 Züge, Zugtiefe 1,25 mm, Progressivdrall. Das Rohr ist mit seinen Tragzapfen auf eine stählerne genietete Wandlafette aufgesetzt, Gesamtlänge des Geschütze 1,8 m, Breite (Achslänge) 1 m, Spur 0,76 m.
Der Einsatz der Waffe erfolgte immer ab Radlafette. Da das Rohr mit Schildzapfen auf die Lafette aufgesetzt war, musste die Korrektur der Seitenrichtung durch seitliche Verschiebung des Lafettenschwanzes bewerkstelligt werden. Zur Verstellung der Elevation ist eine Schraube auf der Lafette am hinteren Laufende angebracht. Der Elevationsbereich beträgt minus 175 plus 460 Artilleriepromille. Zur Verminderung des Rücklaufes des Geschützes konnten die Räder mit Hemmseilen blockiert werden.
Der Transport des Geschützes, gezogen auf seiner Radlafette erfolgte durch ein Pferd, zu diesem Zweck konnte eine Gabeldeichsel am Lafettenende angebracht werden. In schwierigem Gelände konnte das Geschütz zerlegt und gebastet von vier Pferden, drei für das Geschütz, eines für die Munition transportiert werden. Die von den Pferden getragenen Einzellasten lagen zwischen 160 und 122 kg.

## Ballistik
Bei der Verwendung von 400 g Schwarzpulver betrug die Anfangsgeschwindigkeit eines 4,3 kg wiegenden Sprenggeschosses 315 m/s. Bei Verwendung von 170 g Blättchenpulver Ord. 1893 waren es 310 m/s.
Die Werte der Schusstafel Distanz / Schusswinkel / Endgeschwindigkeit V/e für die Ringgranate bei Verwendung von 170 g Blättchenpulver waren:
- 1000 m, 3°16', V/e 263 m/s
- 2000 m, 7°28', V/e 230 m/s
- 3000 m, 13°17', V/e 203 m/s
- 4000 m, 22°30', V/e 181 m/s

## Verwendete Munition
Die Munition wurde getrennt geladen, nach Einführung der Granate wurde die Treibladung in einem Stoffsack geladen und der Verschluss geschlossen. Daraufhin wurde die Reibschlagröhre eingesetzt, die Waffe war schussbereit.
Die Gebirgskanone Ord 1877 verschoss die Ringgranate Ord 1877, Gewicht 4,3 kg, Sprengladung 100 g Schwarzpulver, Aufschlagzünder, mit 10 eingelegten Eisenringen zur Erhöhung der Splitterwirkung.
Das Schrapnell Ord 1882 wog 4,6 kg. Füllung 110 Hartbleikugeln à 15 g, unten im Geschoss eingefüllte Treibladung: 55 g Schwarzpulver No. 2, Doppelzünder mit Tempierteilung, Brenndauer 10 s.